# Nhà Hậu Kim
Nhà Hậu Kim (1616–1636) là một triều đại Trung Quốc được thành lập bởi thủ lĩnh Kiến Châu Nữ Chân Nỗ Nhĩ Cáp Xích ở Mãn Châu trong khoảng thời gian 1616-1636, và là tiền thân của nhà Thanh. Năm 1616 (Minh Vạn Lịch năm thứ 44), Nỗ Nhĩ Cáp Xích xưng Hãn tại Hách Đồ A Lạp, quốc hiệu Kim quốc (giản thể: 金国; phồn thể: 金國), (tiếng Mãn: ᠠᡳᠰᡳᠨ
ᡤᡠᡵᡠᠨ , Möllendorff: aisin gurun, Abkai: aisin gurun), với hàm ý kế thừa sự nghiệp của nhà Kim (1115-1234) trước đó. Tới năm 1636 (Thiên Thông năm thứ 10), con trai của Nỗ Nhĩ Cáp Xích là Hoàng Thái Cực đổi quốc hiệu thành Đại Thanh (tiếng Mãn: ᡩᠠᡳ᠌ᠴᡳᠩ
ᡤᡠᡵᡠᠨ, Möllendorff: daicing gurun, Abkai: daicing gurun).
Nhà Hậu Kim tồn tại 21 năm, trải qua 2 đời Hãn.

## Quốc hiệu
Các nhà sử học tranh luận về việc liệu tên chính thức tiếng Trung là "Kim" (金, Jīn), "Hậu Kim" (後金, Hòu Jīn), hoặc cả hai. Hay mô tả nó như là một sự tiếp nối hoặc kế thừa vị thế Nhà Kim được thành lập bởi gia tộc Hoàn Nhan vào năm 1115. Hình thức tiếng Mãn tên là ᠠᡳ᠌ᠰᡳᠨ ᡤᡠᡵᡠᠨ (Aisin Gurun), có nghĩa đơn giản là "Kim Quốc".

## Lịch sử

### Sự hưng khởi của Kiến Châu Nữ Chân
Người Nữ Chân cư trú lâu đời tại khu vực Mãn Châu, đến thời nhà Minh phân thành ba bộ lạc, trong đó bộ lạc mạnh nhất là Kiến Châu Nữ Chân, sống quanh dãy núi Trường Bạch. Để trấn áp thế lực tàn dư của nhà Bắc Nguyên và kiểm soát các bộ lạc Nữ Chân, Minh Thái Tổ thiết lập các Đô chỉ huy sứ ti. Nhà Minh chia Kiến Châu Nữ Chân thành ba vệ, gọi chung là Kiến Châu tam vệ. Các thủ lĩnh bộ lạc Nữ Chân sẽ được Nhà Minh cho thụ phong thế tập.
Dưới thời thủ lĩnh Mạnh Đặc Mục của Kiến Châu Nữ Chân được Nhà Minh sắc phong chức Kiến Châu vệ Tả đô đốc, bộ lạc Ngột Địch Cáp ở phía bắc trở nên lớn mạnh, phía nam áp chế các bộ lạc Kiến Châu. Mạnh Đặc Mục bị giết, các bộ lạc Kiến Châu buộc phải thiên di xuống phía nam, cuối cùng định cư ở vùng đất quanh Hách Đồ A Lạp.
Sau khi nam di, Kiến Châu Nữ Chân có quan hệ giao lưu mật thiết với Nhà Minh, xã hội cũng có nhiều tiến triển. Những năm 1570, Vương Cảo của Kiến Châu hữu vệ tác loạn vùng biên, sau bị bắt giết, con trai A Đài tiếp tục đối kháng với quân Minh. Tổng binh Liêu Đông Lý Thành Lương phát động công kích, Giác Xương An và con trai Tháp Khắc Thế dẫn đường chết trong khi hỗn chiến. Chiến tranh kéo dài khiến cho hệ thống Kiến Châu tam vệ của Nhà Minh dần tan rã. Năm 1586 (Minh Vạn Lịch năm thứ 14), con trai của Tháp Khắc Thế là Nỗ Nhĩ Cáp Xích tập phong chức chỉ huy sứ, kế thừa mười ba bộ áo giáp của phụ thân để lại, kiêm tính Hải Tây Nữ Chân và Dã Nhân Nữ Chân, thống nhất các bộ lạc Nữ Chân còn bị phân tán tại Mãn Châu, thế lực Kiến Châu Nữ Chân trở nên cường thịnh. Năm 1595, Nhà Minh phong cho Nỗ Nhĩ Cáp Xích làm Long Hổ tướng quân. Năm 1603, ông cho xây dựng thành trì tại Hách Đồ A Lạp, hai năm sau gửi thư cho Tổng binh Lý Thành Lương: "Nỗ Nhĩ Cáp Xích ta thu quản người Kiến Châu, trông giữ cho triều đình hơn chín trăm năm mươi dặm đất biên cương...", dùng yêu sách giữ đất cao hơn quyền lợi, tuy địa vị vẫn tương đồng với trước kia, nhưng thanh thế đã lớn mạnh hơn nhiều. Chế độ Bát Kỳ được kiến lập tại thời gian này, trở thành hình thức tổ chức xã hội - quân sự cốt lõi của Hậu Kim. Tới năm 1605 (Minh Vạn Lịch năm thứ 33), về đối nội Kiến Châu đã tự coi mình ngang hàng với quốc vương một nước chứ không còn là một vệ sở ki mi vùng biên viễn của Minh triều nữa.
Năm 1599 (Minh Vạn Lịch năm thứ 27), Nỗ Nhĩ Cáp Xích hạ lệnh biên chế văn tự Mãn Châu dựa trên hệ thống văn tự của người Mông Cổ.
Người Mãn kiểm soát hệ thống khai thác nhân sâm trên núi Trường Bạch và vùng Quan Đông, hằng năm buôn bán vào Trung Quốc với số lượng lớn. Hệ thống này làm chảy máu lượng bạc khổng lồ. Theo tính toán của Richard von Glahn và Nicolas Di Cosmo, từ 1606-1610, Trung Quốc nhập khẩu khoảng 68 tấn bạc mỗi năm. 1/4 lượng bạc này (16 tấn/năm) đã chuyển ra  khỏi Trung Quốc chỉ để đổi lấy nhân sâm. Điều nghịch lí là người Mãn đã lấy số bạc này mua thuốc súng và súng mới nhất của người Bồ Đào Nha để bắn vào Trường Thành.

### Kiến lập Hậu Kim
Năm 1616 (Minh Vạn Lịch năm thứ 44), Nỗ Nhĩ Cáp Xích xưng Hãn tại Hách Đồ A Lạp (nay thuộc phía tây thôn Lão Thành, huyện Tân Tân, địa cấp thị Phủ Thuận, tỉnh Liêu Ninh), quốc hiệu "Đại Kim", cải nguyên Thiên Mệnh. Hai năm sau (Thiên Mệnh năm thứ 3, Minh Vạn Lịch năm thứ 46, tức năm 1618), Nỗ Nhĩ Cáp Xích công bố hịch văn Thất đại hận (nadan amba koro 七大恨), chính thức khởi binh phản Minh. Năm 1619 (Thiên Mệnh năm thứ 4, Minh Vạn Lịch năm thứ 47), diễn ra chiến dịch lớn đầu tiên giữa Hậu Kim và Nhà Minh tại Tát Nhĩ Hử. Minh Thần Tông mệnh Dương Cảo suất lĩnh 4 lộ quân Minh hợp kích Hậu Kim, chuẩn bị tiến thẳng vào đại bản doanh Hậu Kim tại Hách Đồ A Lạp. Chủ soái của 4 lộ quân bao gồm: Tổng binh Sơn Hải quan Đỗ Tùng, Tổng binh Liêu Đông Lý Như Bá, Tổng binh Khai Nguyên Mã Lâm và Tổng binh Liêu Dương Lưu Đĩnh. Tuy nhiên, tin tức về quân Minh đã bị phía Hậu Kim biết trước, do đó sớm đã có sự chuẩn bị. Kết quả Nỗ Nhĩ Cáp Xích tập trung binh lực, lấy ít thắng nhiều, quân Minh đại bại, làm xoay chuyển cục diện chiến lược tại Liêu Đông, lực lượng hai bên có sự chuyển đổi mang tính căn bản. Từ nay về sau, Hậu Kim khai thác triệt để phương châm chủ động xuất kích, coi Nhà Minh là "Nam triều", còn bản thân mình là "Bắc triều". Nhà Minh đối với Hậu Kim dần chuyển sang cục diện bị động.
Năm 1621 (Thiên Mệnh năm thứ 6, Minh Thiên Khải năm thứ 1), ngày 13 tháng 3 ÂL, Nỗ Nhĩ Cáp Xích suất trọng binh công thành Thẩm Dương. Thành Thẩm Dương kiên cố, lại có hỏa pháo mai phục, dễ thủ khó công, quân Hậu Kim phải cho hàng binh trà trộn vào trong thành kết hợp với việc gia tăng binh lực trên mặt thành mới lấy được. Cùng năm, Hậu Kim chiếm được Liêu Dương, thiên đô về đây. Các thành trì Liêu Đông liên tiếp rơi vào tay quân Kim, Nỗ Nhĩ Cáp Xích càng có chí muốn nhập chủ Trung Nguyên. Năm 1625 (Thiên Mệnh năm thứ 10, Minh Thiên Khải năm thứ 5), Hậu Kim lại thiên đô về Thẩm Dương, đổi tên thành Thịnh Kinh.
Năm 1626 (Thiên Mệnh năm thứ 11, Minh Thiên Khải năm thứ 6), Nỗ Nhĩ Cáp Xích vây đánh thành Ninh Viễn, quân Minh do Viên Sùng Hoán phòng thủ đánh lâu khó lấy. Viên Sùng Hoán dùng Hồng di đại pháo khiến cho Nỗ Nhĩ Cáp Xích bị trọng thương, không lâu sau qua đời. Con trai thứ tám là Hoàng Thái Cực chiến thắng sau cuộc đấu tranh quyền lực trong triều, lên kế thừa Hãn vị. Phía đông Hậu Kim khi đó là nhà Lý Triều Tiên thân Minh, quân Minh tác chiến thường có quân Triều Tiên tham gia, do đó Hoàng Thái Cực hạ lệnh đánh Triều Tiên, lịch sử Triều Tiên gọi cuộc chiến này là Đinh Mão lỗ loạn. Bấy giờ Nhà Minh chỉ còn lại đúng ba thành trì phía bên ngoài Sơn Hải quan là Cẩm Châu, Ninh Viễn và Tùng Sơn, còn lại đều thuộc về lãnh thổ Hậu Kim. Hoàng Thái Cực sử dụng kế phản gián khiến cho Sùng Trinh Đế Nhà Minh lấy tội danh "thông lỗ mưu bạn" (通虜謀叛) mà xử tử Viên Sùng Hoán, từ đây về cơ bản Hậu Kim khống chế quan ngoại. Lại nói vương triều Triều Tiên tiếp tục thi hành chính sách thân Minh, vì vậy sau 10 năm Hoàng Thái Cực lại hạ lệnh tiến công Triều Tiên, cuối cùng buộc Triều Tiên phải khuất phục, trở thành thuộc quốc. Lịch sử Triều Tiên gọi cuộc chiến tranh này là Bính Tí lỗ loạn.

## Bình định Mạc Nam Mông Cổ

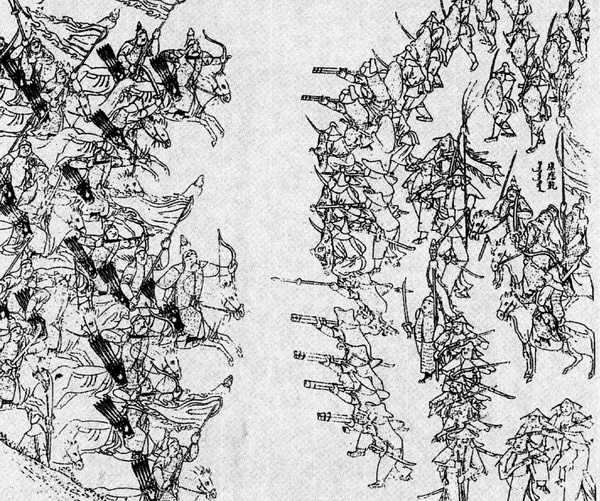
Kỵ binh Nữ Chân giao chiến với quân Minh trong trận Tát Nhĩ Hử.

Đầu thế kỷ XVII, bộ lạc Sát Cáp Nhĩ cư trú ở Mạc Nam (nay là Nội Mông Cổ) phát sinh xung đột quân sự với quy mô nhỏ, tuy nhiên cho đến thời điểm này, thực lực Hậu Kim chưa đầy đủ nên Nỗ Nhĩ Cáp Xích không tiến hành chiến tranh với Nhà Minh và Mạc Nam Mông Cổ cùng một lúc. Sau thắng lợi của chiến dịch Tát Nhĩ Hử, Hậu Kim tiếp tục công kích quân Minh tại Thiết Lĩnh, Nhà Minh bị tổn thương nguyên khí nặng nề phải cầu viện Lâm Đan Hãn Mông Cổ, với điều kiện là lợi ích kinh tế cho Mông Cổ. Lâm Đan Hãn phái 5 bộ lạc Khách Nhĩ Khách và Khoa Nhĩ Thấm suất hơn 1 vạn quân chi viện cho quân Minh. Quân Mông Cổ còn đang tới Thiết Lĩnh thì Hậu Kim đã hạ được Thiết Lĩnh, sau đó đánh bại viện quân Mông Cổ với số lượng và sĩ khí chiếm ưu thế. Thất bại tại Thiết Lĩnh đã buộc Lâm Đan Hãn phải triệt thoái thế lực về Mạc Nam Mông Cổ.
Hoàng Thái Cực sau khi tức vị đã quyết định trước khi nam hạ nhập quan phải giải quyết mối lo sau lưng là Mông Cổ để tránh lặp lại sai lầm của nhà Kim đối với Nhà Nguyên trước đó. Để làm suy yếu thế lực Lâm Đan Hãn, Hoàng Thái Cực đã áp dụng một loạt chính sách vừa mềm dẻo vừa cứng rắn như liên hôn, khuyến dụ, chinh thảo,... Lại nói Lâm Đan Hãn về sau quy y Hồng giáo Tây Tạng do ảnh hưởng của Lạt ma Sa Nhĩ Ba Khắc Đồ, khiến nhiều bộ lạc vốn theo Hoàng giáo bất mãn. Đồng thời, trước ưu thế quân sự của Hậu Kim khiến các bộ lạc Mạc Nam Mông Cổ dần dần tan rã. Lâm Đan Hãn tuy có tổ chức lực lượng chống lại, nhưng quân đội của ông chán nản, nhiều người đầu hàng Hậu Kim. Tháng 3 Hoàng Thái Cực quyết định tự mình tiến hành chinh phạt Lâm Đan Hãn. Đại quân Hậu Kim áp sát biên giới, Lâm Đan Hãn triệt thoái về Khách Nhĩ Khách bộ ở Mạc Bắc, người Khách Nhĩ Khách không dung, Lâm Đan Hãn lại nhằm hướng tây mà trốn, trong khi bộ hạ liên tiếp đầu hàng Hoàng Thái Cực. Tới năm 1634 (Thiên Thông năm thứ 8, Minh Sùng Trinh năm thú 7), Lâm Đan Hãn chạy tới Đại Thảo Than (nay thuộc tỉnh Cam Túc) thì dừng lại hạ trại, rồi sau đó chết ở đấy vì bệnh, thế lực vì thế nhanh chóng sụp đổ. Năm 1635 (Thiên Thông năm thứ 9, Minh Sùng Trinh năm thứ 8), con trai Lâm Đan Hãn là Ngạch Triết đầu hàng Hoàng Thái Cực, lại dâng Truyền quốc ngọc tỷ mà Nguyên Huệ Tông nắm giữ khi rời khỏi Trung Nguyên trước đó, đến đây Mạc Nam Mông Cổ chính thức nhập vào bản đồ Hậu Kim.
Năm 1636, Hoàng Thái Cực xưng đế tại Thịnh Kinh (Thẩm Dương ngày nay), đổi quốc hiệu thành Đại Thanh, dâng tôn hiệu Khoan Ôn Nhân Thánh Hoàng đế (寬溫仁聖皇帝) , đổi tên tộc Nữ Chân thành Mãn Châu, đổi niên hiệu thành Sùng Đức, kết thúc giai đoạn Hậu Kim.